# Otto Wettstein-Westersheimb
Otto Wettstein-Westersheim(b) oder kurz Otto Wettstein (* 7. August 1892 in Wien, Österreich-Ungarn; † 10. Juli 1967 vermutlich ebenda) war ein österreichischer Biologe und Zoologe. Seine Forschungsschwerpunkte waren die Faunistik und die Systematik unterhalb des Artniveaus von Reptilien und Kleinsäugern in Österreich und in Südosteuropa.

## Leben
Nach einem Studium der Naturgeschichte, speziell der Zoologie, promovierte er 1915 an der Fakultät für Biologie der Universität Wien mit der Dissertation „Über den Pericardialsinus einiger Decapoden“. Anfang der 1920er Jahre wurde Wettstein die Leitung der Herpetologischen Sammlung im Naturhistorischen Museum Wien übertragen. Wettstein beantragte am 22. Mai 1938 die Aufnahme in die NSDAP und wurde rückwirkend zum 1. Mai desselben Jahres aufgenommen (Mitgliedsnummer 6.202.456). Am 16. Februar 1940 habilitierte er sich an der Philosophischen Fakultät der Universität Wien. Kurz nach dem Verlust seines Sohnes im Jahr 1944 trat er in den Ruhestand. Danach wurde er Mitarbeiter an der Forstschutzabteilung (Schönbrunn) der Forstlichen Bundesversuchsanstalt Mariabrunn bei Wien. Am 14. September 1954 wurde er zum außerordentlichen Universitätsprofessor ernannt.
Otto Wettstein ist der Sohn von Richard Wettstein, sein Bruder ist Fritz von Wettstein.